# Bonnie++
Bonnie++ är ett verktyg för prestandatest av hårddiskar och filsystem. De två plusen på slutet kommer sig av att bonnie++ är en reimplementation i C++ av Tim Brays program ”Bonnie”.
Testoperationer
- Sekventiell skrivning och läsning, både blockvis och bytevis
- Slumpvis skrivning och läsning, både blockvis och bytevis
- Metaoperationer som att skapa och radera filer och kataloger

Resultatet visas som en ASCII-tabell med dataflödet i kilobyte per sekund, antal sökningar per sekund och antal metaoperationer per sekund. I betaversionen visas också latensen.
Exempel på utdata. Filsystemet är ext4 på en RAID5-array om fyra diskar.

```
Version  1.96         ------Sequential Output------- --Sequential Input-- --Random-
Concurrency   1       -Per Chr- --Block--- -Rewrite- -Per Chr- --Block--- --Seeks--
Machine       Size    K/sec %CP K/sec  %CP K/sec %CP K/sec %CP K/sec  %CP /sec  %CP
localhost     15720M  779   96  103178 9   78934 8   3969  96  323041 11  644.2 7
Latency               13834us   701ms      227ms     28637us   65919us    84964us
Version  1.96         ------Sequential Create------- --------Random Create--------
localhost             --Create-- --Read--- -Delete-- -Create-- --Read--- -Delete--
              files   /sec  %CP  /sec %CP  /sec %CP  /sec %CP  /sec %CP  /sec %CP
              16      21576 23   ++++ +++  ++++ +++  ++++ +++  ++++ +++  ++++ +++
Latency               97us       538us     409us     87us      20us      36us
```